# Новий Олов
Новий Оло́в (рос. Новый Олов) — село у складі Чернишевського району Забайкальського краю, Росія. Адміністративний центр Новооловського сільського поселення.

## Населення
Населення — 328 осіб (2010; 387 у 2002).
Національний склад (станом на 2002 рік):
- росіяни — 99 %